# Carmen Luna Alcázar
Carmen Luna Alcázar, conocida como La Luna, (Utrera, 31 de agosto de 1888-Ibidem, 18 de septiembre de 1936) fue una feminista y anarquista española ejecutada por las fuerzas franquistas. Trabajaba como vendedora de frutas y verduras.
Luna fue un ejemplo del naciente feminismo republicano. Republicana y anarquista, le preocupaban las injusticias cometidas por la oligarquía agraria. Desde su posición, animaba a otros en su comunidad a hacer oír su voz y ser políticamente activos. Cuando se proclamó la Segunda República, salió a las calles de Utrera con una bandera republicana. Después del golpe de Estado de julio de 1936 en Sevilla, los acontecimientos impactaron rápidamente en su ciudad natal razón por la que Luna tuvo que esconderse con su familia. Aunque huyó, decidió regresar debido a la mala salud de su esposo. Luna fue capturada, torturada y paseada por la ciudad. Finalmente fue ejecutada el 18 de septiembre de 1936.
En 2019, un mirador cerca del Parque del Muro en su ciudad natal de Utrera en Sevilla fue rebautizado en honor a Luna.

## Biografía
Luna era de Utrera en Sevilla. La conocían como «La Luna». Había nacido el 31 de agosto de 1888 en la calle Resolana 29, de Utrera, a las tres de la madrugada. Su madre era María Dolores Alcázar y su padre, Antonio Luna, zapatero de profesión. Carmen era la menor de cinco hermanos: Francisco, Antonio, Pastora, Rafael y Manuel. Se casó en primeras nupcias con Antonio Romero García el 7 de septiembre de 1912. La pareja tuvo cuatro hijos, Ildefonso, Rafael, Dolores y Antonio, de los cuales tres sobrevivieron hasta la edad adulta. Romero murió el 5 de diciembre de 1918 y ella se volvió a casar el 20 de febrero de 1928 con Francisco Peña López.
En 1935, vivía en la calle Salvador Seguí 29 (ahora Cristo de los Afligidos) con su esposo, un hombre que probablemente era hijo del primer matrimonio de Peña, llamado Rafael Peña Espejo, y nueve hijos. Seis de los hijos eran de su segundo matrimonio: Dolores, Camelia, Rosario Peña Luna, Francisco, José y Libertad Peña Luna.
Luna vivía en una choza cerca del Cortijo de Ulloa en el campo andaluz con su familia. Pudo mantener a su familia gracias a su trabajo como vendedora de frutas y verduras en la Plaza de Abastos de Utrera, viajando a Sevilla tres veces por semana para comprar frutas y verduras para revender. Una de sus hijas, Rosario Peña Luna, siguió viviendo en Utrera hasta que murió a los 84 años en la década de 2010. Su hija Dalia finalmente escapó a una zona republicana antes establecerse en Mallemort, Francia.

## Activismo y muerte a manos de las fuerzas franquistas
Luna fue un "ejemplo del naciente feminismo republicano". A mujeres como Luna, que participaron activamente en la Segunda República, se les cortó el pelo a la fuerza, se las obligó a beber aceite de ricino y en muchas ocasiones fueron violadas y asesinadas por las fuerzas nacionalistas. Los registros muestran que 477 mujeres se enfrentaron a este castigo a manos de las fuerzas de Franco en Andalucía. Para feministas como Luna, la República era transformadora en lo que respecta a los derechos de las mujeres. Las fuerzas nacionalistas representaban un regreso a lo viejo, al patriarcado donde los hombres controlaban todos los aspectos de la vida de las mujeres y donde las mujeres se veían obligadas a quedarse en el hogar.
Luna era republicana y anarquista. Como activista, se preocupaba por las injusticias cometidas por la oligarquía agraria. Mientras trabajaba en su puesto en el mercado, Luna conversaba con muchas personas en su ciudad. Los animaba a ser políticamente activos y a alzar su voz. Ella los animaba a protestar. Las fuerzas de Franco la tildaron de "individua de dudosa moral".
Cuando se declaró la Segunda República en abril de 1931, Luna se emocionó y salió a la calle para ondear la bandera de la República y participar en una celebración en Utrera organizada por republicanos y socialistas locales. Tras proclamarse la República, Luna continuó con su trabajo y siguió criando a sus hijos. También fue anfitriona de reuniones de la filial local de la Confederación Nacional del Trabajo (CNT-AIT). Hablaban de sus ideas políticas y actividades sindicales durante estas reuniones. También trataban de la lucha contra el analfabetismo, pero nunca de cometer actos de violencia contra sus oponentes políticos. También celebró dos bodas en su choza del Cortijo de Ulloa en este período. Un matrimonio tenía que ver con el miembro del Comité CNT local Cristóbal Torres Gil. El otro se celebró entre Manuel Martínez Cordones y Concepción Soria Martínez.
El 18 de julio de 1931 se produjo el golpe de Estado de 1936 en Sevilla. Las secuelas de este suceso llegaron rápidamente a Utrera, donde un trabajador fue asesinado a tiros por la Guardia Civil. Luna tenía una residencia en la Calle de la Fuente en Utrera en ese momento. El tiroteo hizo que Luna regresara a su cabaña, que había estado alquilando en ese periodo. Dos de sus hijos se quedaron atrás. Dalia permaneció en la ciudad como enfermera voluntaria adscrita a Casa de Socorro. Rafael se unió a los milicianos republicanos en la ciudad.
Tras la caída de Utrera ante la fuerza de Queipo de Llano el 26 de julio, Dalia regresó con su madre. Mientras tanto, su hijo Rafael huyó a la zona de Consolación. Luna y sus hijos Dalia y Alfonso estaban aterrorizados por lo que estaba pasando, y finalmente buscaron refugio en la hacienda de un amigo que trabajaba como capataz. Quedarse era arriesgado ya que los golpistas buscaban a Luna. Para proteger a sus hijos, Peña y Luna los dejaron atrás y escaparon desde Utrera hacia el Palmar de Troya. Mientras tanto, Luna pudo verificar que las fuerzas nacionalistas habían incendiado su casa. En su éxodo, se les unieron los hermanos Esponida y un hombre mayor apodado "El Menudo".
Durante el éxodo, recorrieron el área local para evaluar la situación. Ante la constatación de que las cosas iban mal, decidieron dirigirse a las montañas de Cádiz para unirse a las fuerzas republicanas en la Málaga controlada por los republicanos. La salud de Peña era mala y no pudo seguir el ritmo del grupo. Antes de que pudieran dirigirse a Málaga, Luna regresó con Peña a Utrera. Dejó a su hija con el grupo a cargo de Menudo. El plan de Dalia era unirse a las fuerzas republicanas. Dalia finalmente sería capturada por las fuerzas nacionalistas. Regresar resultó ser una mala decisión, ya que Luna fue arrestada inmediatamente y llevada a la prisión local. El motivo de su detención era el de haber exhibido una bandera de la Segunda República en la calle. El penal estaba ubicado en el Ayuntamiento, en lo que hoy es Altozano pero se llamaba Plaza de la República. Mientras estuvo encarcelada, le raparon la mitad de la cabeza y le trenzaron el resto del cabello con moños morados, rojos y amarillos. Poco antes de su muerte, un caballo la arrastró por la ciudad y marchó por el centro de Utrera varias veces. La acompañaban dos guardias. Fue fusilada por fuerzas nacionalistas en la madrugada del 18 de septiembre de 1936 mientras estaba de pie contra una pared cerca de la puerta del cementerio municipal de Utrera. Allí dejaron su cuerpo hasta el final del día antes de enterrarlo en una fosa común.
Una de las razones por las que los nacionalistas querían a Luna muerta era para que su muerte enviara un mensaje a otros activistas y así disuadirlos de que hablaran. La habían observado durante meses antes de tomar Utrera.
A Luna le sobrevivió Peña, quien fue arrestado al mismo tiempo. Peña fue golpeado repetidamente, y una de sus hijas fue obligada a limpiarle las heridas entre palizas.

## Reconocimientos
En 2019, un mirador cerca del Parque del Muro de su ciudad natal, Utrera, fue rebautizado en su honor. Fue elegida porque ser "una mujer valiente y llena de coraje, capaz de sacrificar su vida por ideas en las que creía firmemente".
El movimiento para poner su nombre a una calle fue encabezado por una de sus nietas, Rosario Ruiz Peña. La calle está ubicada cerca de donde ella vivía.